# Inbee Park
Dans ce nom coréen, le nom de famille, Park, précède le nom personnel.
Inbee Park, également connue sous le nom de Park In-bee, née le 12 juillet 1988 à Séoul, est une golfeuse sud-coréenne. Plus jeune sportive à remporter l'US Open féminin de golf en 2008, elle est la meilleure joueuse de golf de 2013 à 2015, enchaînant six autres victoires dans les tournois majeurs. Numéro 1 mondiale de nombreux mois, Park est seulement la septième joueuse à remporter tous les tournois majeurs. En 2016, elle entre dans l'histoire en remportant la première médaille d'or olympique en golf féminin depuis 1900.

## Biographie
Née à Séoul, Inbee Park commence le golf dès l'âge de dix ans. Son père, Gun Gyu Park, bon joueur au putting, l'initie au golf et lui transmet son talent sur les greens. À 12 ans, Park émigre aux États-Unis où elle fréquente le circuit junior puis amateur. Elle atteint à trois reprises la finale du tournoi féminin junior des États-Unis, le remportant une fois en 2002. Elle se classe dans les cinq premières places de 18 des 25 tournois juniors qu'elle dispute sur le circuit junior américain.
Après avoir terminé cinquième du LPGA Takefuji Classic (en) 2005, elle passe professionnelle l'année suivante mais doit jouer sur un autre circuit que le LPGA Tour. Ceci est dû à une règle qui dispose qu'une joueuse doit avoir 18 ans pour évoluer en son sein ; or sa demande de dérogation a été rejetée.
Ses résultats sur ce circuit lui donnent accès au LPGA Tour pour la saison 2007, année où sa candidature est devenue éligible. Pour sa première saison, son meilleur résultat sur les tournois du Grand Chelem est une quatrième place lors de l'US Open.
La saison suivante, elle remporte sa première victoire sur le circuit américain lors de l'US Open. Sa première victoire est également sa première dans un tournoi Majeur. Cette victoire, obtenue face à la Suédoise Helen Alfredsson par 4 coups, est obtenue à Edina dans le Minnesota. Elle devient également la plus jeune joueuse, à 19 ans, 11 mois et 17 jours, à remporter l'US Open. Après ce succès, les attentes sont élevées autour de la jeune golfeuse et de son talent au putting mais Inbee Park rencontre des difficultés qui l'éloigne des premières places. Avec Gi Hyeob Nam, son entraîneur et mari, elle transforme complètement son swing pour être plus consistante dans ses frappes.
Inbee Park remporte ensuite l'US Open, devenant la deuxième golfeuse après Babe Zaharias à remporter les trois premiers tournois majeurs d'une saison. Sur un parcours compliqué, la Sud-Coréenne ne réalisé que dix bogeys et est l'une des trois joueuses à finir sous le par.

Swing d'Inbee Park lors de l'Open britannique 2013
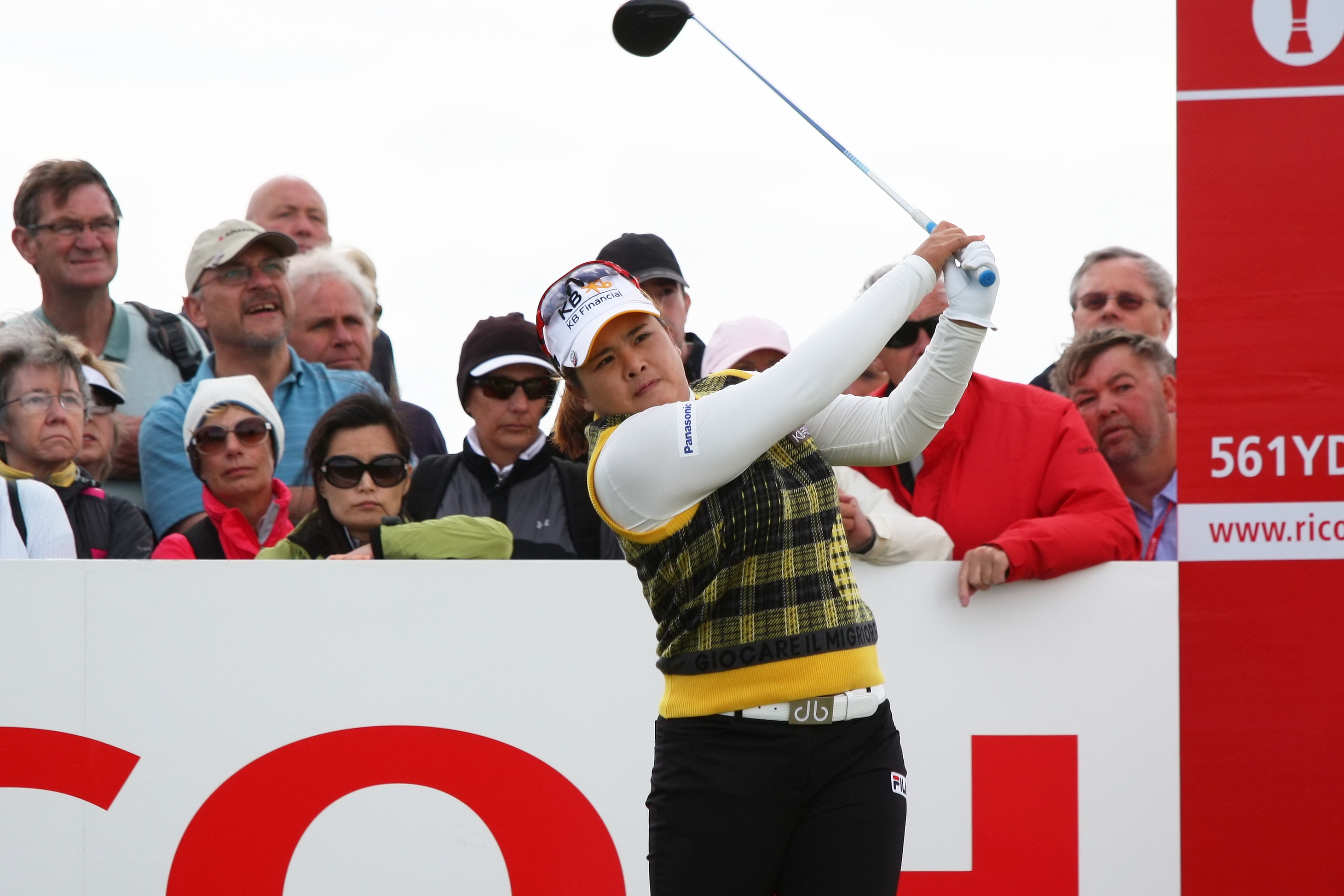
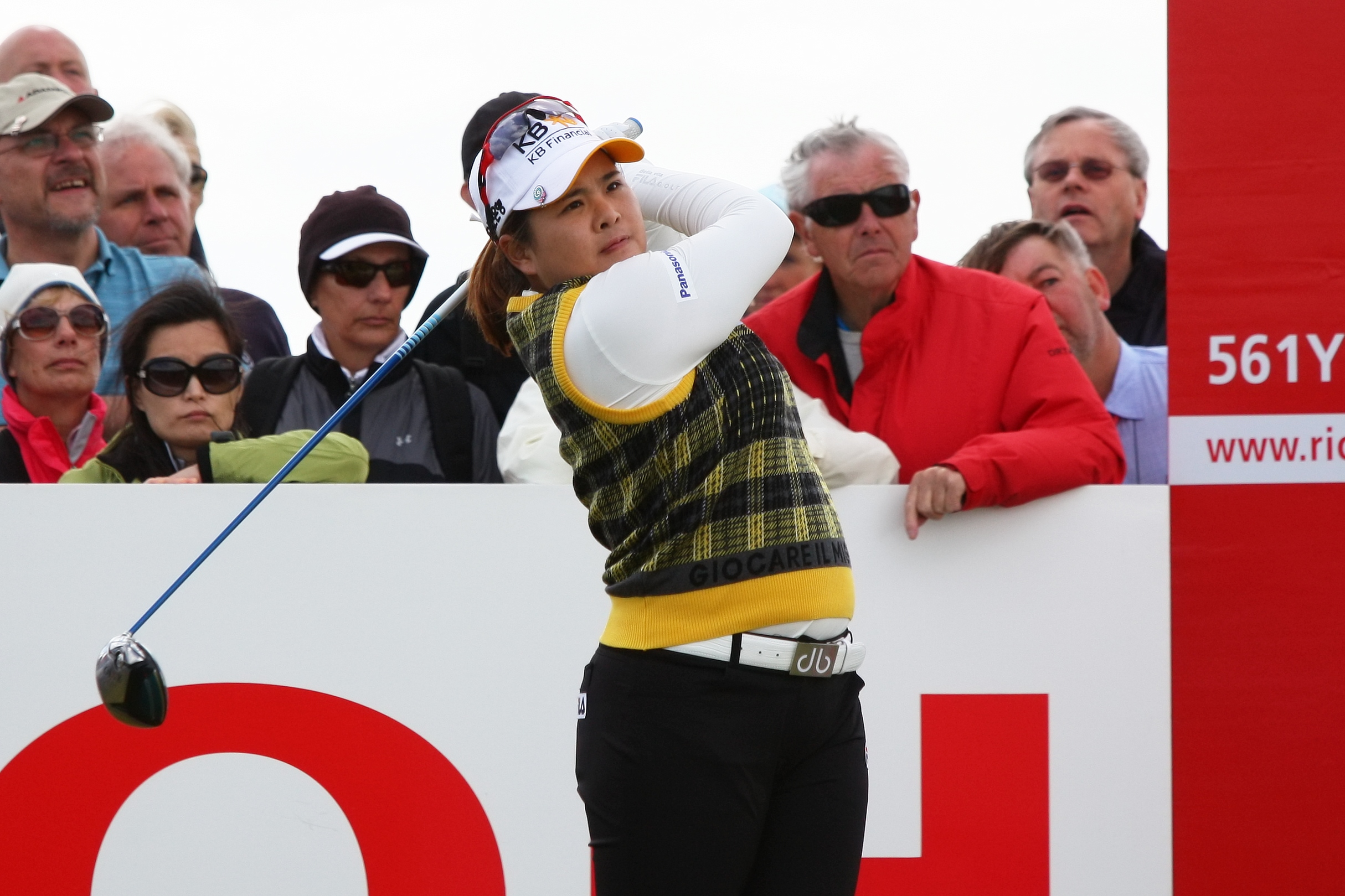

En 2015, Inbee Park remporte son troisième LPGA Championship consécutif en égalant le score record dans un tournoi majeur du circuit LPGA avec dix-neuf coups sous le par,. Cette victoire lui permet de retrouver la place de numéro 1 mondiale et elle devient le golfeuse sud-coréenne la plus titrée en tournois majeurs. Elle gagne ensuite le seul tournoi majeur manquant à son palmarès, l'Open britannique, devant la septième athlète à avoir levé le trophée de tous les tournois majeurs,,. Si elle n'est pas la plus grande, la plus forte ou physique golfeuse du circuit, elle fait principalement la différence au putting.
Sa saison 2016 est faite de hauts et de bas. À seulement 27 ans, la joueuse devient éligible pour entrer au temple de la renommée de la LGPA. Diminuée par une inflammation du tendon et des ligaments de son pouce gauche, elle n'est pas dans les meilleures conditions et termine loin de sa tête mais cet accomplissement la ravit. Cette blessure lui fait manquer de nombreux tournois, elle n'est présente qu'à quatre départs entre avril et les Jeux olympiques. Elle doit également changer son swing. Le 20 août 2016, elle obtient la médaille d'or de l'épreuve de golf aux Jeux olympiques d'été de 2016,,. Toujours blessée au pouce, elle est forfait pour le dernier tournoi majeur de la saison, l'Evian Championship avant d'annoncer mettre un terme à sa saison.
Lors de sa pause de six mois, Park visite l'entreprise de son père en Corée du Sud et souhaite prendre un nouveau départ. Après avoir perdu toute motivation et que le golf lui soit devenu ennuyeux, cette pause lui fait apprécier le sport qui lui manque. De retour sur le circuit en février 2017, Inbee Park gagne le HSBC Women’s Champions pour seulement son deuxième départ. Cependant, son swing, lent et méthodique, lui permet d'envoyer la balle en moyenne à 253 yards sur ses premiers coups, un manque de puissance qui limite ses victoires sur le circuit après la saison 2016. La golfeuse se met en retrait du circuit et continue de s'entraîner dur. En août, elle quitte définitivement le circuit pour récupérer d'une blessure au dos
Appréciant de jouer plus dans l'ombre et sans la pression de la numéro 1 mondiale, Inbee Park retrouve le plaisir de jouer. En mars 2018, Park retrouve la victoire sur le tournoi de Founders Cup en terminant sur une carte de 67 dans le froid pour conclure dix-neuf coups sous le par. Pendant le tournoi, la golfeuse avoue avoir considéré de prendre sa retraite sportive. En juin, son domicile à Las Vegas est cambriolé alors qu'elle joue le LPGA Championship.

## Victoires professionnelles (28)

### Victoires sur le circuitLPGA(19)
| 1  | 29 juin 2008     | U.S. Women's Open                |
| 2  | 29 juillet 2012  | Evian masters                    |
| 3  | 14 octobre 2012  | Sime Darby LPGA Malaysia         |
| 4  | 24 février 2013  | Honda LPGA Thailand              |
| 5  | 7 avril 2013     | ANA Inspiration                  |
| 6  | 28 avril 2013    | North Texas LPGA Shootout        |
| 7  | 9 juin 2013      | LPGA Championship                |
| 8  | 23 juin 2013     | Walmart NW Arkansas Championship |
| 9  | 30 juin 2013     | U.S. Women's Open                |
| 10 | 8 juin 2014      | Manulife LPGA Classic            |
| 11 | 17 août 2014     | LPGA Championship                |
| 12 | 2 novembre 2014  | Fubon LPGA Taiwan Championship   |
| 13 | 8 mars 2015      | HSBC Women's Champions           |
| 14 | 3 mai 2015       | North Texas LPGA Shootout        |
| 15 | 14 juin 2015     | LPGA Championship                |
| 16 | 2 août 2015      | RICOH Women's British Open       |
| 17 | 15 novembre 2015 | Lorena Ochoa Invitational        |
| 18 | 5 mars 2017      | HSBC Women’s Champions           |
| 19 | 19 mars 2018     | Bank of Hope Founders Cup        |

### Victoires sur leLET(3)
| 1 | 29 juillet 2012 | Evian masters (co-sanctionné LPGA Tour)              |
| 2 | 9 mars 2014     | Mission Hills World Ladies Championship              |
| 3 | 2 août 2015     | RICOH Women's British Open (co-sanctionné LPGA Tour) |

### Victoires sur leJLPGA Tour(4)
| 1 | 29 juin 2010     | Nishijin Ladies Classic                |
| 2 | 28 novembre 2010 | Japan LPGA Tour Championship Ricoh Cup |
| 3 | 6 mars 2011      | Daikin Orchid Ladies                   |
| 4 | 13 mai 2012      | Fundokin Ladies                        |

### Victoires aux Jeux olympiques (1)
| 1 | 20 août 2016 | golf aux Jeux olympiques d'été de 2016 |

### Autres victoires (3)
2013 : Mission Hills World Ladies Championship – en équipe avec Kim Ha-neul
2014 : Mission Hills World Ladies Championship – en équipe avec Ryu So-yeon
2015 : World Ladies Championship – en équipe avec Ryu So-yeon

## Parcours en tournois majeurs
| Tournoi                                      | 2004 | 2005 | 2006 | 2007 | 2008 | 2009 |
| -------------------------------------------- | ---- | ---- | ---- | ---- | ---- | ---- |
| Kraft Nabisco Championship / ANA Inspiration | DNP  | DNP  | T62  | DNP  | 9    | T56  |
| Championnat de la LPGA                       | DNP  | DNP  | DNP  | T62  | T46  | T14  |
| Open américain                               | CUT  | DNP  | DNP  | T4   | 1    | T26  |
| Open britannique                             | DNP  | DNP  | DNP  | T11  | CUT  | T24  |

| Tournoi                                      | 2010           | 2011           | 2012           | 2013 | 2014 | 2015 | 2016 | 2017 | 2018 | 2019 |
| -------------------------------------------- | -------------- | -------------- | -------------- | ---- | ---- | ---- | ---- | ---- | ---- | ---- |
| Kraft Nabisco Championship / ANA Inspiration | T10            | T29            | T26            | 1    | 38   | T11  | T6   | T3   | T2   | T68  |
| Championnat de la LPGA                       | T7             | T14            | T9             | 1    | 1    | 1    | CUT  | T7   | CUT  | T7   |
| Open américain                               | T8             | T6             | T9             | 1    | T43  | T3   | DNP  | CUT  | 9    | T16  |
| Open britannique                             | T9             | T7             | 2              | T42  | 4    | 1    | DNP  | T11  | CUT  | CUT  |
| The Evian Championship                       | Majeur en 2013 | Majeur en 2013 | Majeur en 2013 | T67  | T10  | T8   | DNP  | DNP  | T8   | T8   |

DNP = N'a pas participé

CUT = A raté le Cut

"T" = Égalité

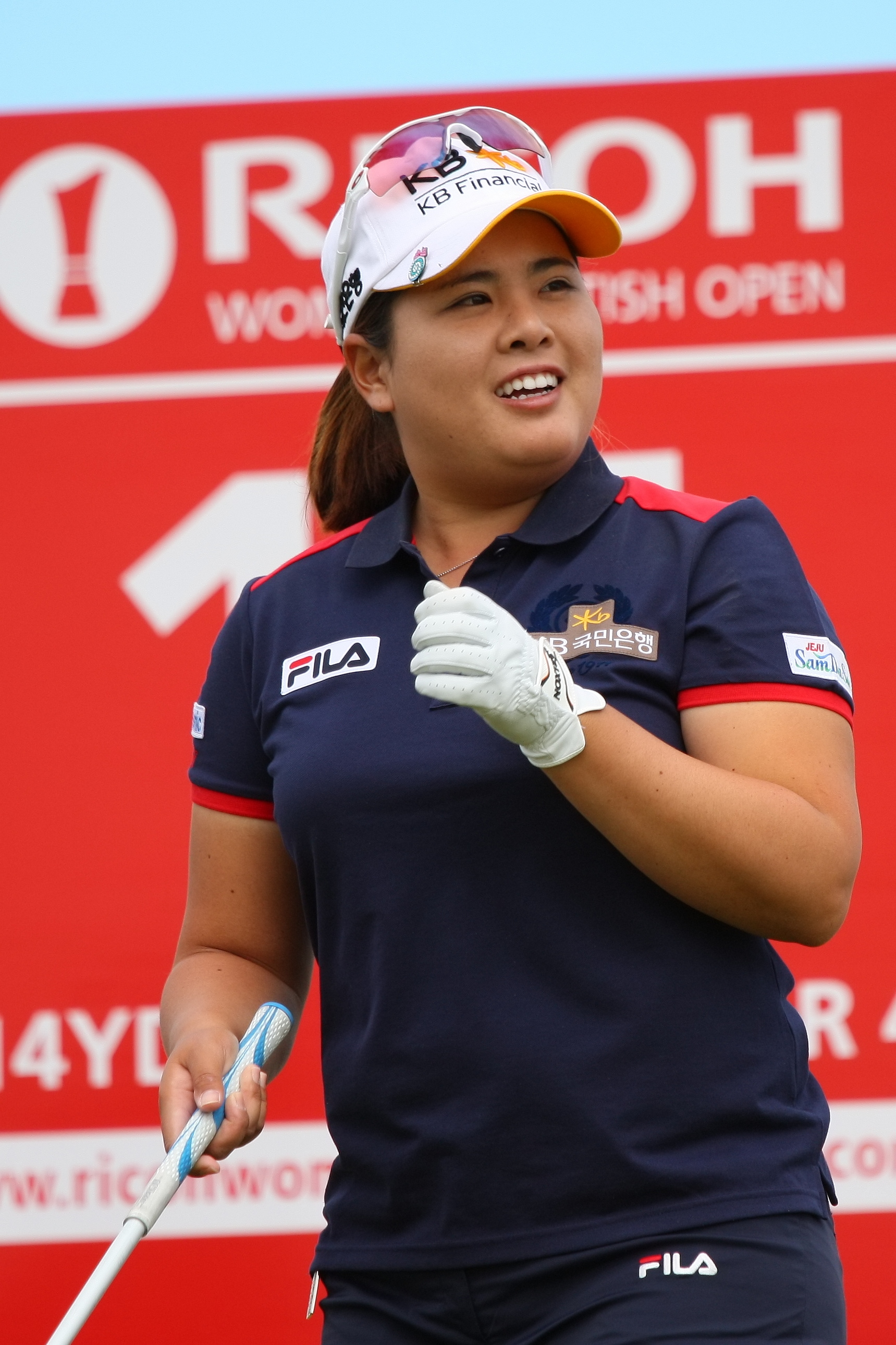
Park Inbee lors de l'Open britannique 2013.

Le fond vert montre les victoires et le fond jaune un top 10.